# 吉田村 (石川県)
吉田村（よしだむら）は、石川県能美郡に存在した村。
湊村と粟生村から分離した区域がそれぞれ合併して成立。村名は、旧湊村の吉原、旧粟生村から任田のそれぞれ一字ずつを合成した。

## 地理
- 村制当時は農業主体の村であり、京阪神地区、また遠くはウラジオストクへも作物の出荷、輸出が行われていた。
- かつての根上町と寺井町にまたがる所にあり、現在は能美市の西部に位置する。北側は現在の白山市（旧・美川町）、川北町に隣接。
- 現在は当地内の真ん中辺りを国道8号の金沢西バイパスが縦断する。
- 川：熊田川 （すぐ北の方を手取川が流れる）

## 歴史
- 1891年（明治24年）12月18日 - 湊村のうち吉原、粟生村のうち赤井、西任田、東任田、吉光、三道山がそれぞれ合併し、能美郡吉田村が成立。
- 1956年（昭和31年）9月30日 - 吉原、赤井、西任田が根上町へ、東任田、吉光、三道山が寺井町へそれぞれ分割合併。
- 2005年（平成17年）2月1日 - 能美市成立により、分離していた旧・吉田村の区域が再び一つになる。